# 50 км (колійний пост, Одеська залізниця)
50 кіломе́тр — залізничний колійний пост Знам'янської дирекції Одеської залізниці.
Розташований між селами Кривоносове та Осикувате Бобринецький район Кіровоградської області на лінії Висоцьке — Тимкове між станціями Осикувата (3 км) та Бобринець (21 км).
Станом на січень 2020 року щодня дві пари дизель-потягів прямують за напрямком Знам'янка/Долинська — Помічна, проте не зупиняються.